# Mastophora hutchinsoni
Mastophora hutchinsoni är en spindelart som beskrevs av Willis J. Gertsch 1955. Mastophora hutchinsoni ingår i släktet Mastophora och familjen hjulspindlar. Inga underarter finns listade i Catalogue of Life.